# 876 Scott
A 876 Scott (ideiglenes jelöléssel 1917 CH) a Naprendszer kisbolygóövében található aszteroida. Johann Palisa fedezte fel 1917. június 20-án, Bécsben.